# Mistrzostwa Świata w Piłce Nożnej 2006 (eliminacje strefy UEFA)/Grupa 2
Eliminacje do Mistrzostwa Świata w Piłce Nożnej 2006 w strefie UEFA rozegrane zostały w grupach systemem każdy z każdym, mecz i rewanż. W grupie 2 znalazły się następujące drużyny:
- Albania
- Dania
- Grecja
- Gruzja
- Kazachstan
- Turcja
- Ukraina

Bezpośredni awans na mundial uzyskała reprezentacja Ukrainy, natomiast do baraży trafili Turcy.

## Tabela
Grupa 2:
| Reprezentacja | Pkt | M  | W | R | P  | Br+ | Br- | +/- |
| ------------- | --- | -- | - | - | -- | --- | --- | --- |
| Ukraina       | 25  | 12 | 7 | 4 | 1  | 18  | 7   | 11  |
| Turcja        | 23  | 12 | 6 | 5 | 1  | 23  | 9   | 14  |
| Dania         | 22  | 12 | 6 | 4 | 2  | 24  | 12  | 12  |
| Grecja        | 21  | 12 | 6 | 3 | 3  | 15  | 9   | 6   |
| Albania       | 16  | 12 | 5 | 1 | 6  | 13  | 16  | -3  |
| Gruzja        | 10  | 12 | 2 | 4 | 6  | 10  | 27  | -17 |
| Kazachstan    | 1   | 12 | 0 | 1 | 11 | 6   | 29  | -23 |

|            | Albania | Dania | Grecja | Gruzja | Kazachstan | Turcja | Ukraina |
| ---------- | ------- | ----- | ------ | ------ | ---------- | ------ | ------- |
| Albania    | –       | 0:2   | 2:1    | 2:1    | 3:2        | 0:1    | 0:2     |
| Dania      | 3:1     | –     | 1:0    | 6:1    | 3:0        | 1:1    | 1:1     |
| Grecja     | 2:0     | 2:1   | –      | 1:0    | 3:1        | 0:0    | 0:1     |
| Gruzja     | 2:0     | 2:2   | 1:3    | –      | 0:0        | 2:5    | 1:1     |
| Kazachstan | 0:1     | 1:2   | 1:2    | 1:2    | –          | 0:6    | 1:2     |
| Turcja     | 2:0     | 2:2   | 0:0    | 1:1    | 4:0        | –      | 0:3     |
| Ukraina    | 2:2     | 1:0   | 1:1    | 2:0    | 2:0        | 0:1    | –       |

## Wyniki
| 4 września 2004 20:00 | Dania · Martin Jørgensen 9' | 1:1(1:0)raport | Ukraina · Andrij Husin 56' | Parken, Kopenhaga Widzów: 36 335 Sędzia: Urs Meier (Szwajcaria) |
|                       |                             |                |                            |                                                                 |

| 4 września 2004 20:00 | Turcja · Fatih Tekke 49' | 1:1(0:0)raport | Gruzja · Malchaz Asatiani 85' | Stadion im. Hüseyina Avni Akera, Trabzon Widzów: 10 169 Sędzia: Luis Medina Cantalejo (Hiszpania) |
|                       |                          |                |                               |                                                                                                   |

| 4 września 2004 20:45 | Albania · Edvin Murati 2' · Adrian Aliaj 11' | 2:1(2:1)raport | Grecja · Stelios Janakopulos 38' | Stadion im. Qemala Stafy, Tirana Widzów: 15 800 Sędzia: Eduardo Iturralde González (Hiszpania) |
|                       |                                              |                |                                  |                                                                                                |

| 8 września 2004 20:00 | Gruzja · Aleksandre Iaszwili 15' · Giorgi Demetradze 90+1' | 2:0(1:0)raport | Albania | Stadion im. Micheila Meschiego, Tbilisi Widzów: 20 000 Sędzia: Mark Courtney (Irlandia Północna) |
|                       |                                                            |                |         |                                                                                                  |

| 8 września 2004 21:00 | Kazachstan · Andriej Karpowicz 34' | 1:2(1:1)raport | Ukraina · Ołeksij Bielik 14' · Rusłan Rotań 90' | Stadion Centralny, Ałmaty Widzów: 23 000 Sędzia: Pedro Proença (Portugalia) |
|                       |                                    |                |                                                 |                                                                             |

| 8 września 2004 21:45 | Grecja | 0:0raport | Turcja | Stadion im. Jeorjosa Karaiskakisa, Pireus Widzów: 32 182 Sędzia: Anders Frisk (Szwecja) |
|                       |        |           |        |                                                                                         |

| 9 października 2004 19:15 | Ukraina · Andrij Szewczenko 48' | 1:1(0:0)raport | Grecja · Wasilis Tsiartas 83' | Stadion Olimpijski, Kijów Widzów: 56 000 Sędzia: Manuel Mejuto González (Hiszpania) |
|                           |                                 |                |                               |                                                                                     |

| 9 października 2004 20:00 | Turcja · Gökdeniz Karadeniz 17' · Nihat Kahveci 50' · Fatih Tekke 90' · Fatih Tekke 90+3' | 4:0(1:0)raport | Kazachstan | Fenerbahçe Şükrü Saracoğlu, Stambuł Widzów: 39 900 Sędzia: Vladimir Hrinak (Słowacja) |
|                           |                                                                                           |                |            |                                                                                       |

| 9 października 2004 20:45 | Albania | 0:2(0:0)raport | Dania · Martin Jørgensen 52' · Jon Dahl Tomasson 72' | Stadion im. Qemala Stafy, Tirana Widzów: 14 500 Sędzia: Yuri Baskakov (Rosja) |
|                           |         |                |                                                      |                                                                               |

| 13 października 2004 19:15 | Ukraina · Ołeksij Bielik 12' · Andrij Szewczenko 79' | 2:0(1:0)raport | Gruzja | Stadion Ukraina, Lwów Widzów: 28 000 Sędzia: Wolfgang Stark (Niemcy) |
|                            |                                                      |                |        |                                                                      |

| 13 października 2004 20:00 | Kazachstan | 0:1(0:0)raport | Albania · Alban Bushi 61' | Stadion Centralny, Ałmaty Widzów: 12 300 Sędzia: Fritz Stuchlik (Austria) |
|                            |            |                |                           |                                                                           |

| 13 października 2004 20:00 | Dania · Jon Dahl Tomasson 27' (k.) | 1:1(1:0)raport | Turcja · Nihat Kahveci 70' | Parken, Kopenhaga Widzów: 41 331 Sędzia: Massimo De Santis (Włochy) |
|                            |                                    |                |                            |                                                                     |

| 17 listopada 2004 20:30 | Turcja | 0:3(0:2)raport | Ukraina · Ołeh Husiew 8' · Andrij Szewczenko 17' · Andrij Szewczenko 88' | Fenerbahçe Şükrü Saracoğlu, Stambuł Widzów: 40 468 Sędzia: Cardoso Batista Lucilio (Portugalia) |
|                         |        |                |                                                                          |                                                                                                 |

| 17 listopada 2004 21:00 | Gruzja · Giorgi Demetradze 33' · Malchaz Asatiani 76' | 2:2(1:1)raport | Dania · Jon Dahl Tomasson 7' · Jon Dahl Tomasson 64' | Stadion im. Micheila Meschiego, Tbilisi Widzów: 20 000 Sędzia: Darko Čeferin (Słowenia) |
|                         |                                                       |                |                                                      |                                                                                         |

| 17 listopada 2004 21:30 | Grecja · Angelos Charisteas 24' · Angelos Charisteas 45+1' · Kostas Katsuranis 85' | 3:1(2:0)raport | Kazachstan · Rusłan Bałtijew 88' | Stadion im. Jeorjosa Karaiskakisa, Pireus Widzów: 31 838 Sędzia: Kostadin Kostadinow (Bułgaria) |
|                         |                                                                                    |                |                                  |                                                                                                 |

| 9 lutego 2005 19:45 | Albania | 0:2(0:1)raport | Ukraina · Andrij Rusoł 40' · Andrij Husin 59' | Stadion im. Qemala Stafy, Tirana Widzów: 12 000 Sędzia: Stephen Bennett (Anglia) |
|                     |         |                |                                               |                                                                                  |

| 9 lutego 2005 21:30 | Grecja · Teodoros Zagorakis 25' · Angelos Basinas 32' (k.) | 2:1(2:1)raport | Dania · Dennis Rommedahl 45+1' | Stadion im. Jeorjosa Karaiskakisa, Pireus Widzów: 32 430 Sędzia: Pierluigi Collina (Włochy) |
|                     |                                                            |                |                                |                                                                                             |

| 26 marca 2005 20:00 | Turcja · Necati Ateş 3' (k.) · Yıldıray Baştürk 5' | 2:0(2:0)raport | Albania | Stadion BJK İnönü, Stambuł Widzów: 32 000 Sędzia: Konrad Plautz (Austria) |
|                     |                                                    |                |         |                                                                           |

| 26 marca 2005 20:00 | Dania · Peter Møller 10' · Christian Poulsen 33' · Peter Møller 48' | 3:0(2:0)raport | Kazachstan | Parken, Kopenhaga Widzów: 20 980 Sędzia: Grzegorz Gilewski (Polska) |
|                     |                                                                     |                |            |                                                                     |

| 26 marca 2005 20:30 | Gruzja · Malchaz Asatiani 22' | 1:3(1:2)raport | Grecja · Michalis Kapsis 43' · Zisis Wrizas 44' · Stelios Janakopulos 53' | Stadion im. Micheila Meschiego, Tbilisi Widzów: 23 000 Sędzia: Roberto Rosetti (Włochy) |
|                     |                               |                |                                                                           |                                                                                         |

| 30 marca 2005 19:15 | Ukraina · Andrij Woronin 68' | 1:0(0:0)raport | Dania | Stadion Olimpijski, Kijów Widzów: 60 000 Sędzia: Ľuboš Micheľ (Słowacja) |
|                     |                              |                |       |                                                                          |

| 30 marca 2005 20:30 | Gruzja · Aleksandre Amisulaszwili 13' · Aleksandre Iaszwili 40' | 2:5(2:3)raport | Turcja · Tolga Seyhan 12' · Fatih Tekke 20' · Fatih Tekke 35' · Koray Avcı 72' · Tuncay Şanlı 89' | Stadion im. Micheila Meschiego, Tbilisi Widzów: 10 000 Sędzia: Terje Hauge (Norwegia) |
|                     |                                                                 |                |                                                                                                   |                                                                                       |

| 30 marca 2005 21:30 | Grecja · Angelos Charisteas 33' · Jorgos Karangunis 84' | 2:0(1:0)raport | Albania | Stadion im. Jeorjosa Karaiskakisa, Pireus Widzów: 31 700 Sędzia: Bertrand Layec (Francja) |
|                     |                                                         |                |         |                                                                                           |

| 4 czerwca 2005 19:15 | Ukraina · Andrij Szewczenko 18' · Igor Awdiejew 83' (sam.) | 2:0(1:0)raport | Kazachstan | Stadion Olimpijski, Kijów Widzów: 45 000 Sędzia: Gerald Lehner (Austria) |
|                      |                                                            |                |            |                                                                          |

| 4 czerwca 2005 20:30 | Albania · Igli Tare 6' · Ervin Skela 33' · Igli Tare 56' | 3:2(2:0)raport | Gruzja · Wladimer Burduli 85' · Lewan Kobiaszwili 90+4' | Stadion im. Qemala Stafy, Tirana Widzów: 0 Sędzia: Alexandru Tudor (Rumunia) |
|                      |                                                          |                |                                                         |                                                                              |

| 4 czerwca 2005 21:00 | Turcja | 0:0raport | Grecja | Stadion BJK İnönü, Stambuł Widzów: 26 700 Sędzia: Markus Merk (Niemcy) |
|                      |        |           |        |                                                                        |

| 8 czerwca 2005 20:00 | Dania · Søren Larsen 5' · Søren Larsen 47' · Martin Jørgensen 55' | 3:1(1:0)raport | Albania · Erjon Bogdani 73' | Parken, Kopenhaga Widzów: 26 366 Sędzia: Peter Fröjdfeldt (Szwecja) |
|                      |                                                                   |                |                             |                                                                     |

| 8 czerwca 2005 21:00 | Kazachstan | 0:6(0:3)raport | Turcja · Fatih Tekke 13' · İbrahim Toraman 15' · Tuncay Şanlı 41' · Fatih Tekke 85' · Halil Altıntop 88' · Tuncay Şanlı 90' | Stadion Centralny, Ałmaty Widzów: 20 000 Sędzia: Viktor Kassai (Węgry) |
|                      |            |                | |                                                                        |

| 8 czerwca 2005 21:30 | Grecja | 0:1(0:0)raport | Ukraina · Andrij Husin 82' | Stadion im. Jeorjosa Karaiskakisa, Pireus Widzów: 33 500 Sędzia: René Temmink (Holandia) |
|                      |        |                |                            |                                                                                          |

| 17 sierpnia 2005 18:00 | Kazachstan · Dänijar Kienżechanow 23' | 1:2(1:0)raport | Gruzja · Giorgi Demetradze 50' · Giorgi Demetradze 82' | Stadion Centralny, Ałmaty Widzów: 9 000 Sędzia: Richard Havrilla (Słowacja) |
|                        |                                       |                |                                                        |                                                                             |

| 3 września 2005 20:00 | Albania · Florian Myrtaj 53' · Erjon Bogdani 56' | 2:1(0:0)raport | Kazachstan · Maksim Nizowcew 62' | Stadion im. Qemala Stafy, Tirana Widzów: 3 000 Sędzia: Krzysztof Słupik (Polska) |
|                       |                                                  |                |                                  |                                                                                  |

| 3 września 2005 20:15 | Gruzja · Giorgi Gachokidze 89' | 1:1(0:1)raport | Ukraina · Rusłan Rotań 43' | Stadion im. Micheila Meschiego, Tbilisi Widzów: 0 Sędzia: Tom Henning Øvrebø (Norwegia) |
|                       |                                |                |                            |                                                                                         |

| 3 września 2005 21:00 | Turcja · Okan Buruk 47' · Tümer Metin 80' | 2:2(0:1)raport | Dania · Claus Jensen 40' · Søren Larsen 90+3' | Stadion BJK İnönü, Stambuł Widzów: 29 721 Sędzia: Manuel Mejuto González (Hiszpania) |
|                       |                                           |                |                                               |                                                                                      |

| 7 września 2005 19:00 | Kazachstan · Maksim Żałmagambetow 53' | 1:2(0:0)raport | Grecja · Stelios Janakopulos 78' · Nikolaos Limberopulos 90+4' | Stadion Centralny, Ałmaty Widzów: 18 000 Sędzia: Alexandru Tudor (Rumunia) |
|                       |                                       |                |                                                                |                                                                            |

| 7 września 2005 19:15 | Ukraina | 0:1(0:0)raport | Turcja · Tümer Metin 55' | Stadion Olimpijski, Kijów Widzów: 67 000 Sędzia: Alain Sars (Francja) |
|                       |         |                |                          |                                                                       |

| 7 września 2005 20:00 | Dania · Claus Jensen 10' · Christian Poulsen 30' · Daniel Agger 43' · Jon Dahl Tomasson 55' · Søren Larsen 80' · Søren Larsen 84' | 6:1(3:1)raport | Gruzja · Giorgi Demetradze 37' | Parken, Kopenhaga Widzów: 27 177 Sędzia: Emil Bozinowski (Macedonia) |
|                       | |                |                                |                                                                      |

| 8 października 2005 19:15 | Ukraina · Andrij Szewczenko 45' · Rusłan Rotań 86' | 2:2(1:0)raport | Albania · Erjon Bogdani 75' · Erjon Bogdani 83' | Stadion Meteor, Dniepropetrowsk Widzów: 24 000 Sędzia: Johan Verbist (Belgia) |
|                           |                                                    |                |                                                 |                                                                               |

| 8 października 2005 20:00 | Dania · Michael Gravgaard 40' | 1:0(1:0)raport | Grecja | Parken, Kopenhaga Widzów: 42 099 Sędzia: Frank De Bleeckere (Belgia) |
|                           |                               |                |        |                                                                      |

| 8 października 2005 20:00 | Gruzja | 0:0raport | Kazachstan | Stadion im. Borisa Paiczadze, Tbilisi Widzów: 0 Sędzia: Jouni Hyytia (Finlandia) |
|                           |        |           |            |                                                                                  |

| 12 października 2005 18:00 | Albania | 0:1(0:0)raport | Turcja · Tümer Metin 58' | Stadion im. Qemala Stafy, Tirana Widzów: 8 000 Sędzia: Arturo Daudén Ibáñez (Hiszpania) |
|                            |         |                |                          |                                                                                         |

| 12 października 2005 19:00 | Grecja · Dimitris Papadopulos 17' | 1:0(1:0)raport | Gruzja | Stadion im. Jeorjosa Karaiskakisa, Pireus Widzów: 28 186 Sędzia: Matteo Trefoloni (Włochy) |
|                            |                                   |                |        |                                                                                            |

| 12 października 2005 22:00 | Kazachstan · Aleksander Kuczma 86' | 1:2(0:0)raport | Dania · Michael Gravgaard 46' · Jon Dahl Tomasson 49' | Stadion Centralny, Ałmaty Widzów: 8 050 Sędzia: Edo Trivković (Chorwacja) |
|                            |                                    |                |                                                       |                                                                           |